# Hallie Todd
Hallie Todd (nascida como Hallie J. Eckstein em 7 de janeiro de 1962) é uma atriz norte-americana.
Todd nasceu em Los Angeles, California, filha do produtor George Eckstein e da atriz Ann Morgan Guilbert. Ela tem uma irmã, Nora. Seus pais se divorciaram e sua mãe se casou com o ator  Guy Raymond.
Todd é casada com Glenn Withrow.

## Carreira

### Filmografia
| filme                            | papel                    |
| -------------------------------- | ------------------------ |
| The Ultimate Christmas Present   | Michelle Thompson        |
| Sabrina, aprendiz de feiticeira  | Marigold (mãe de Amanda) |
| Lizzie McGuire: Um sonho popstar | Jo McGuire               |

### Participação em seriados
| série                          | papel                |
| ------------------------------ | -------------------- |
| Crescer Dói                    | Uma sem-teto         |
| Brothers                       | Penny Waters         |
| Star Trek: The Next Generation | Lal, a filha de Data |
| Lizzie McGuire                 | Jo McGuire           |